# Shigeharu Nakano
Pour les articles homonymes, voir Nakano (homonymie).
Shigeharu Nakano (中野 重治, Nakano Shigeharu, 25 janvier 1902 - 24 août 1979) est un écrivain et politicien et membre du Parti communiste japonais.

## Biographie

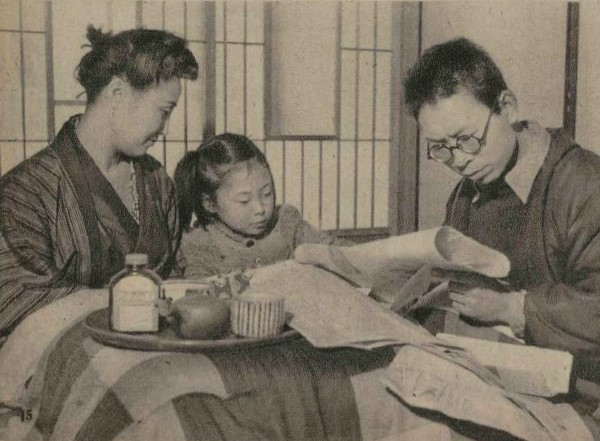
Shigeharu Nakano et sa femme, l'actrice Izumi Hara.

Né à Maruoka, à présent partie de la ville de Fukui de la préfecture de Fukui, Nakano entre en 1914 au département de littérature allemande de l'université de Tokyo. En 1931, il adhère au parti communiste japonais ce qui entraîne son arrestation en 1934. Immédiatement après la Seconde Guerre mondiale, il rejoint le parti, et en 1947, entame un mandat de trois ans comme représentant élu au gouvernement. En 1958, il est élu au comité central du parti mais en est exclu en 1964 en raison de conflits politiques.
Ses romans autobiographiques comprennent Nami no aima (« Entre les vagues », 1930), Muragimo (« Dans les tréfonds du cœur », 1954), et Kō otsu hei tei (ABCD, 1965-1969). Nakano remporte le prix Mainichi de la culture en 1955 pour Muragimo et l'édition 1959 du prix Yomiuri pour Nashi no hana.

## Liste des œuvres traduites en français
- Chanson, Locomotive (Uta, Kikansha), dans La Poésie Japonaise. Anthologie des origines à nos jours (p. 231-232), Seghers, 1959.
- Chant, Paul Claudel (Uta, Pôru Kurôderu), dans Anthologie de poésie japonaise contemporaine (p. 69-71), traduit par Yves-Marie Allioux, Gallimard, 1986.
- Musique militaire (Gungaku), dans Anthologie de nouvelles japonaises contemporaines (Tome I), nouvelle traduite par Jean-Jacques Tschudin, Gallimard, 1986.